# اچ‌ام‌سی‌اس فریزر (دی‌دی‌اچ ۲۳۳)
اچ‌ام‌سی‌اس فریزر (دی‌دی‌اچ ۲۳۳) (به انگلیسی: HMCS Fraser (DDH 233)) یک کشتی است که طول آن ۳۶۶ فوت (۱۱۱٫۶ متر) می‌باشد. این کشتی در سال ۱۹۵۳ ساخته شد.